# Carpadasco
Carpadasco è una frazione del comune di Solignano, in provincia di Parma.
La località dista 10,61 km dal capoluogo.

## Geografia fisica
Il piccolo borgo di Carpadasco sorge alla quota di 544 m s.l.m. sul versante destro della val Ceno, ai piedi del monte Dosso e del monte Lej.

## Storia
In epoca altomedievale la zona di Carpadasco era posta all'incrocio tra importanti vie di comunicazione ed era attraversata da numerosi pellegrini diretti a Roma dal Nord Europa; per questo motivo intorno all'XI secolo un gruppo di benedettini fondò sulla spianata della Cella un importante monastero, noto come priorato dei Santi Giacomo e Cristoforo; i frati, disboscando le fitte foreste che coprivano la vallata e sfruttando le acque dei rii che scorrevano lungo i versanti, resero coltivabili vari terreni montuosi nei dintorni del convento.
Nel 1219 il priore cedette al Comune di Piacenza i beni posseduti in zona in cambio della costruzione di un piccolo borgo con annesso oratorio; il podestà cittadino nominò Giovanni Cella console di Garibaldasco e, a difesa del territorio, fece edificare accanto al villaggio un castello.
Nel 1249 l'imperatore del Sacro Romano Impero Federico II di Svevia assegnò al suo condottiero Oberto II Pallavicino numerosi castelli e terre nel Parmense e nel Piacentino, compresa la zona di Carpadasco.
Nel 1269 un gruppo di soldati piacentini provenienti da Gravago, ostile al Comune, assaltò il borgo dando alle fiamme il maniero, che fu completamente distrutto insieme a numerose abitazioni; il villaggio fu abbandonato dai piacentini, ma i benedettini lo ricostruirono a servizio del monastero.
Nel 1328 l'imperatore Ludovico il Bavaro investì il conte Barnabò Landi dei feudi di Centenaro e di Carpadasco, che tuttavia, insieme alla val Mozzola, alla val Cenedola e alla valle dello Stirone, continuò fino al XV secolo a dipendere dai marchesi Pallavicino di Pellegrino.
Nel 1428 il castello di Pellegrino fu assaltato dalle truppe del duca di Milano Filippo Maria Visconti, guidate dal capitano di ventura Niccolò Piccinino; il marchese Manfredo Pallavicino fu arrestato e costretto sotto tortura a confessare di aver congiurato contro il Duca, che lo condannò a morte. Nel 1438 il feudo fu assegnato al Piccinino, al quale succedettero i figli Francesco e Jacopo.
Nel 1472 il duca Galeazzo Maria Sforza assegnò Pellegrino e le pertinenze di Pessola, Carpadasco, Rubbiano, Mariano, Mercato, Careno, Ceriato, Metti, Pozzolo, Rigollo, Besozzola, Montesacco, Iggio, Aione, Borla, Varone, Val Mozzola e Gusaliggio al cugino Lodovico Fogliani, al quale concesse la facoltà di aggiungere al proprio il cognome Sforza. Carpadasco, pur appartenendo alla casata, a causa della lontananza da Pellegrino subì poco la pressione feudale, tanto che nel 1559 i Fogliani Sforza d'Aragona non ne risultavano percepire alcuna rendita; il borgo si legò maggiormente ai vicini centri di Specchio, Varsi e Vianino, sede di mercato.
L'ultimo marchese Giovanni Fogliani Sforza d'Aragona, dal 1755 viceré di Sicilia, nel 1759 rinunciò ai propri feudi in favore di Federico Meli Lupi di Soragna, figlio di sua sorella; il figlio Carlo alla sua morte ereditò i diritti e li mantenne fino alla loro abolizione nel 1805 a causa dei decreti napoleonici.
In seguito Carpadasco divenne frazione del nuovo comune (o mairie) di Solignano.

## Monumenti e luoghi d'interesse

### Oratorio di San Rocco

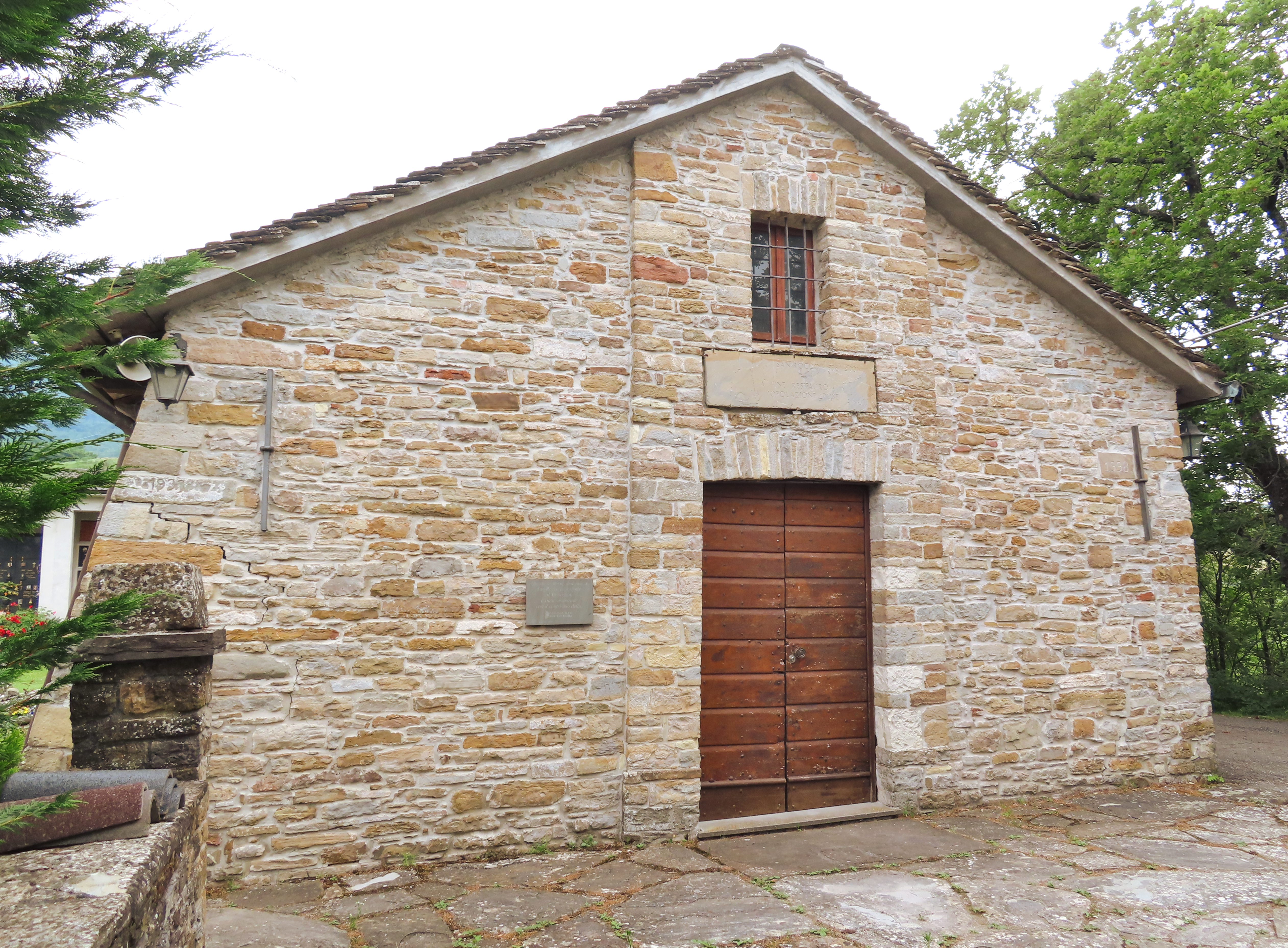
Oratorio di San Rocco

Edificato originariamente tra il XIV e il XV secolo nei pressi dell'antico monastero, l'oratorio fu internamente ristrutturato nel corso del XVII secolo; lesionato nel 1836, fu consolidato e restaurato sia negli anni seguenti sia nel 1933; risistemato tra il 1959 e il 1960, fu sottoposto a nuovi lavori tra il 1998 e il 2001. Collocato in adiacenza al cimitero, il luogo di culto in pietra, dipendente dalla parrocchia di San Leonardo di Contile, accoglie due statue di San Rocco, di cui una duecentesca.

### Monastero
Edificato all'incirca nell'XI secolo per accogliere i numerosi pellegrini di passaggio, il monastero benedettino medievale, noto come priorato dei Santi Giacomo e Cristoforo, raggiunse l'apice della sua importanza nel XIV secolo ma successivamente subì un lento declino a causa della graduale diminuzione degli spostamenti; abbandonato intorno alla metà del XV secolo, cadde in totale rovina e le sue terre furono acquisite dal seminario vescovile di Piacenza, che tra il 1799 e il 1802 le alienò alla famiglia Zanetti.

### Castello
Edificato dopo il 1219 per volere del Comune di Piacenza, il castello fu dato alle fiamme e completamente distrutto nel 1269 da un gruppo di soldati piacentini provenienti da Gravago; mai più ricostruito, se ne perse in seguito ogni traccia.

### Corte Zanetti

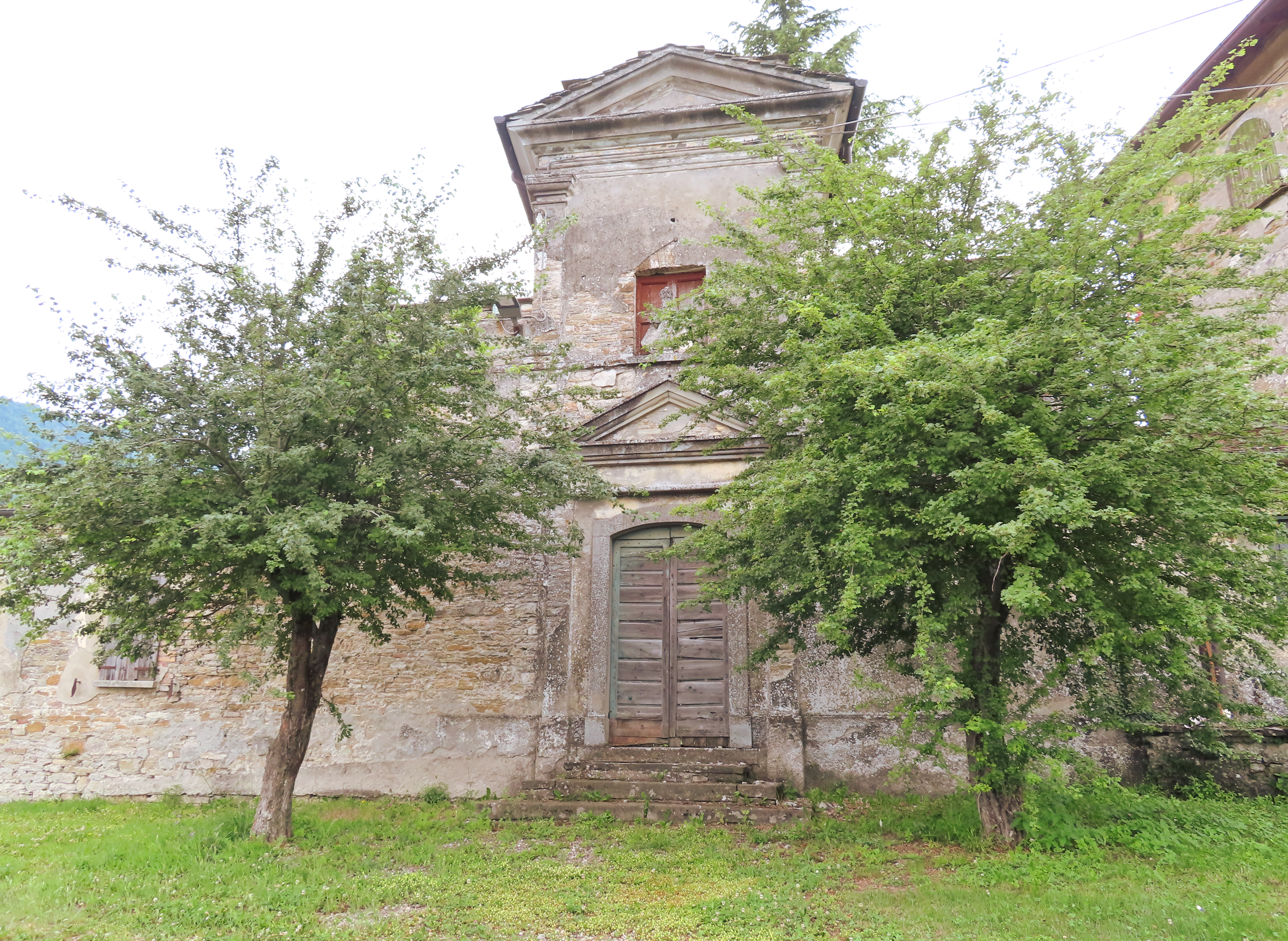
Portale d'ingresso nord della corte Zanetti

Edificato in epoca medievale, il piccolo borgo racchiuso da mura appartenne fino al XVI secolo al monastero di Carpadasco, per poi essere acquisito dal seminario vescovile di Piacenza; modificato tra il XVII e il XVIII secolo con la costruzione di nuovi edifici e della cappella di San Giacomo, fu alienato tra il 1799 e il 1802 alla famiglia Zanetti, che ristrutturò il palazzo padronale e l'oratorio e costruì nuovi edifici rurali; acquistato agli inizi del XX secolo dai Todeschini e successivamente dai Baratto, fu profondamente trasformato con la demolizione delle stalle e delle abitazioni contadine e la realizzazione di un'ampia piazza all'interno della cinta muraria; acquisito agli inizi del XXI secolo dai Borella dopo un periodo di abbandono, fu sottoposto a nuove opere di ristrutturazione. Il complesso in pietra, racchiuso da mura accessibili attraverso due grandi portali, si sviluppa attorno a tre cortili in successione, sulla cima di un rilievo; sulla corte centrale pavimentata si affacciano l'oratorio, il palazzo padronale e l'antica dimora per gli ospiti.

#### Oratorio della Natività di Maria Bambina e di Santa Monica
Edificato nel 1219 dai benedettini del monastero, l'oratorio originario, dedicato a san Giacomo, fu distrutto nel 1269 durante l'assalto al castello da parte delle milizie piacentine; ricostruito successivamente dai frati, cadde in declino dopo l'abbandono del convento; acquisito dal seminario vescovile di Piacenza, fu restaurato nel 1673; profondamente degradato nel XVIII secolo, fu completamente ristrutturato in forme neoclassiche dagli Zanetti nei primi anni del XIX e reintitolato nel 1809 alla natività di Maria Bambina e a santa Monica; acquistato agli inizi del XXI secolo dai Borella unitamente alla corte, fu sottoposto a restauri. Il piccolo luogo di culto si sviluppa su un impianto a navata unica, con facciata neoclassica tripartita da lesene a ovest e presbiterio absidato a est.

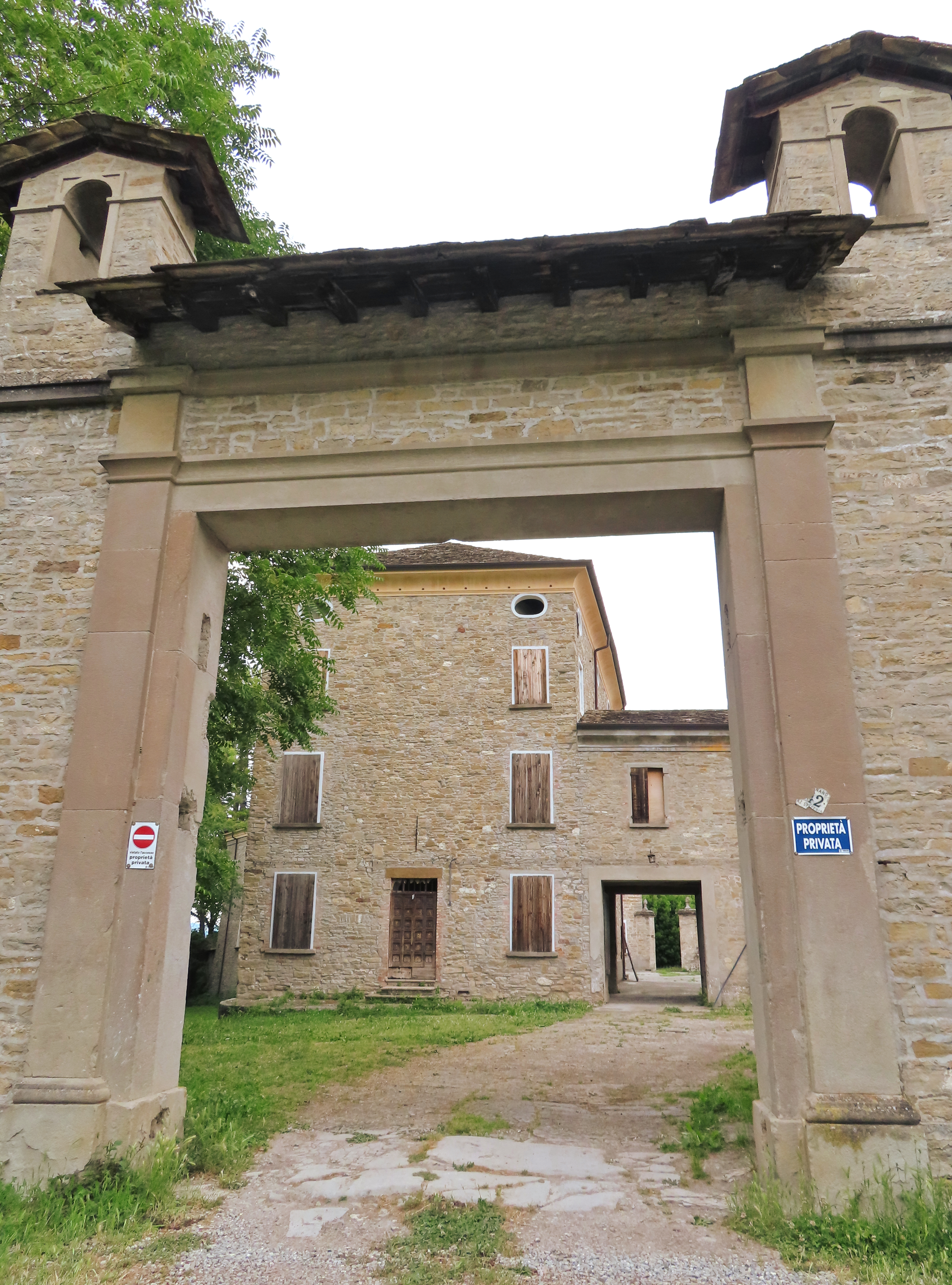
Portale d'ingresso sud della corte Zanetti e dimora per gli ospiti

#### Palazzo padronale
Costruito per volere degli Zanetti intorno al 1800, il palazzo padronale fu sottoposto a restauro nei primi anni del XXI secolo dai Borella. L'edificio in pietra, decorato sulla facciata con alcuni bassorilievi raffiguranti dei volti umani, si eleva su due livelli principali fuori terra oltre al sottotetto ed è caratterizzato dalla presenza di una torre angolare.

#### Dimora per gli ospiti
Costruita per volere degli Zanetti intorno al 1800, la dimora degli ospiti fu sottoposta a restauro nei primi anni del XXI secolo dai Borella. L'edificio in pietra, accessibile attraverso una scala a due rampe contrapposte, conserva ampie porzioni degli antichi affreschi sulla volta a padiglione del salone dei ricevimenti e alcuni camini in pietra nei vari ambienti; sono invece perduti, a causa dei rimaneggiamenti susseguitisi nel tempo, gli arredi e le decorazioni della stanza celeste, della stanza Paradiso e della stanza degli sposi.